# Benina Martyrsstadion
Het Benina Martyrsstadion (Arabisch: ملعب شهداء بنينة) is een multifunctioneel stadion in Benghazi, een stad in Libië. Tot 2011 heette dit stadion officieel het Hugo Chávez Voetbalstadion. Dit was omdat de Libische voetbalfederatie een eer wilde brengen aan de Venezolaanse president Hugo Chávez. De huidige naam betekent Martelaars van Februari en is een verwijzing naar de gedode inwoners tijdens de opstand tegen de Libische leider Moammar al-Qadhafi in februari 2011.
Het stadion werd geopend op 5 maart 2009 in aanwezigheid van Mohamed Gaddafi, de zoon van Moammar al-Qadhafi. De openingswedstrijd werd gespeeld tussen het Libisch voetbalelftal onder 23 tegen het Syrische voetbalelftal onder 23 en eindigde in 1–2 nederlaag voor Libië.
Het stadion wordt vooral gebruikt voor voetbalwedstrijden, de voetbalclubs Al Ahly Benghazi en Al-Hilal SC maken gebruik van dit stadion. In het stadion is plaats voor 10.550 toeschouwers.